# Benedikte Kiær
Benedikte Kiær (født 10. december 1969 i Gentofte) er en dansk politiker, der er borgmester i Helsingør Kommune, valgt for Det Konservative Folkeparti.

## Baggrund
Kiær blev cand.scient.pol. fra Københavns Universitet i 2001. Fra 2000 til 2001 var hun seniorkonsulent og teamchef i Rostra A/S, og fra 2001 til 2006 chefkonsulent i PrimeTime Kommunikation A/S. Siden 2006 har hun været kommunikationsrådgiver i BioGasol.
Kiær er gift med selvstændig mekaniker Lars Beckwith Dam.

## Politisk karriere
Hendes politiske engagement begyndte i 1991, da hun meldte sig ind i Det Konservative Folkeparti. I 1990'erne arbejdede hun i partiets sekretariat på Christiansborg.
Fra 2006 til udnævnelsen som minister var hun medlem af regionsrådet i Region Hovedstaden, og fra 1. januar 2010 tillige byrådsmedlem i Helsingør Kommune.
I 2009 var hun de konservatives spidskandidat til Region Hovedstaden, hvor hun fik 16.853 stemmer og blev medlem af forretningsudvalget. Ved kommunalvalget samme år blev hun desuden valgt til Helsingør Byråd.
Hun var opstillet til Folketinget i Hillerødkredsen 2005-2008, i Rudersdalkredsen 2008-2010 og i Gentoftekredsen 2010-2013.
Fra 23. februar 2010 til 3. oktober 2011 var hun Danmarks socialminister.
Hun opnåede valg til Folketinget ved Folketingsvalget 2011 og var medlem fra 15. september 2011.
Herefter blev hun valgt som partiets politiske ordfører.

### Borgmester i Helsingør Kommune
Kiær offentliggjorde 27. juni 2012, at hun ved Kommunalvalget 2013 var De Konservatives borgmesterkandidat i Helsingør Kommune.
Hun havde da været ude i en intern afstemning mod blandt andet den mangeårige borgmester Per Tærsbøl.
Samme dag trådte hun tilbage som politisk ordfører.
Hun blev borgmester i Helsingør Kommune og nedlagde i den forbindelse sit mandat i Folketinget den 1. januar 2014.